# 船上山の戦い
船上山の戦い（せんじょうさんのたたかい）は、1333年（元弘3年、正慶2年）、後醍醐天皇を奉じた伯耆国の武将である名和長年と、鎌倉幕府軍との間で起こった元弘の乱における一連の戦いの1つ。船上山は、現在の鳥取県東伯郡琴浦町に位置する山である。

## 概要
元弘の乱により流罪とされていた後醍醐天皇は幽閉先の隠岐を脱出し、伯耆国名和（鳥取県西伯郡大山町名和）にて海運業を営んでいたとされる名和氏を頼り名和の湊にたどり着いた。これに応じた当主の名和長年は船上山にて挙兵、隠岐守護の佐々木清高らの軍勢を撃退した。その結果、後醍醐天皇の復権が達成され、鎌倉幕府滅亡の大きな転換点となった。

## 経過

### 合戦までの経過
元弘2年/正慶元年（1332年）、鎌倉幕府転覆計画を企てた後醍醐天皇が捕らえられ隠岐に流されると（元弘の変）、隠岐守護の佐々木清高は黒木御所に天皇一行を幽閉した。当時は西日本を中心に後醍醐天皇の皇子である護良親王を奉じた楠木正成を筆頭に悪党と呼ばれる武士達が反幕府活動を続けていた（赤坂・千早城の戦いなど）。この様な倒幕の機運が高まる情勢下で、清高も有志による後醍醐天皇奪還を警戒し、御所を厳しく監視していた。
しかし、同年閏2月24日（西暦1333年4月19日）に後醍醐天皇は隠岐からの脱出に成功する。出雲を目指すも、風により東に流され隣国の伯耆国の名和の港に漂着する。名和の地の地頭であった名和氏は漂着した後醍醐天皇を保護し、同年閏2月28日（西暦1333年4月23日）に、守りやすい船上山にて挙兵した。

### 船上山の戦い
後醍醐天皇を逃してしまった失態を犯した隠岐守護の佐々木清高は、後醍醐天皇を奪還するために手勢を率いて船上山に攻め寄せた。伯耆国の小鴨氏や糟屋氏らも佐々木清高に応じて手勢を率いて参陣した。一方、後醍醐天皇側には、大山寺が援軍に駆けつけ、別当であった名和長年の弟の信濃坊源盛も僧兵を引き連れて船上山へ救援へ向かった。船上山に籠もる名和長年は木に四、五百もの旗を括りつけ自軍を大軍であるかのように見せかけ、時折矢を放っては幕府軍を牽制した。
同年閏2月29日より幕府軍は攻勢を仕掛けたが、指揮官の一人である佐々木昌綱は右目に矢があたり戦死。さらに搦手側の佐々木定宗らが降伏。その報を知らず佐々木清高率いる本軍は船上山を攻め上がるも、夕刻の暴風雨に乗じた名和軍の襲撃に混乱し多数の兵が船上山の断崖絶壁から落ちるなどの被害が出て、佐々木清高は命からがら小波城へと逃げ帰った。

### 合戦後の情勢と影響
この幕府方の敗北を受け、後詰で出雲国内にいた佐々木氏の一族の富士名義綱、塩冶高貞らが天皇方へ寝返るなど幕府軍は混乱を極めた。一方の後醍醐天皇は戦いの後に船上山に行宮を設置し、ここから討幕の綸旨を発した。太平記によれば同年3月3日の午後より近隣の諸将が徐々に天皇方に馳せ参じたとある。
この頃より天皇方は攻勢へ転じ、同日に佐々木清高の拠点である小波城を長年の弟の名和行氏らが攻略。続いて、伯耆守護代である糟屋重行の居城である中山城を攻略し、佐々木清高と糟屋重行は京都へと撤退した。その後に小鴨氏の居城である小鴨城を攻撃し小鴨元之らを降伏させるなど、一帯の幕府勢力を駆逐した。
後醍醐天皇の復帰と挙兵を知った鎌倉幕府は船上山の討伐部隊の援軍にと山陽道からは名越高家、山陰道からは足利高氏を送った。しかし、名越高家は赤松則村に討ち取られ、足利高氏は反旗を翻し六波羅を攻め滅ぼした。京都へと逃れた佐々木清高と糟屋重行は同年5月9日に近江番場の蓮華寺にて六波羅探題北条仲時らと共に自害した。これにより船上山討伐の幕府軍は完全に崩壊し、同年5月23日後醍醐天皇は帰洛することとなった。

## その他・逸話
- 船上山へ運びきれない米は幕府軍に利用される事を防ぐため館ごと米倉を焼き払ったとされ、名和氏の館跡とされる名和神社の裏手からは焼けた米が出土している。
- 名和一族は弓術に優れていたとされ、長綱寺には修練に使用したとされる的石が存在する。
  - 伝説によれば名和長年も弓の名手であり、五人張りの強弓を引き、一矢で二人の敵兵を射抜いたとされる。
- 後醍醐天皇の行宮の位置ははっきり分かっていないが、江戸時代中期に編纂された伯耆民諺記を元に船上山神社の奥宮付近の屋敷跡という説が有力視されている。
- 鳥取県西伯郡大山町には後醍醐天皇の行幸にちなんだ御来屋という地名が今も存在する。
  - 御来屋港には後醍醐天皇の御腰掛の岩といわれるものがある。昭和の頃の御来屋港の改修によって海中から当時より1.4m程高い所に引き上げられ、後醍醐天皇の御製「忘れめや　よるべもなみの荒磯を　御舟の上にとめし心を」を記した歌碑と伴に祀られている。
- 他にも大山町には逢坂という地名があり、後醍醐天皇と逢った地という由来を持つ。
- 船上山に兵糧を運ぶ際、あまりの重さに耐えかねた名和軍は、一回で運ぶ量を一斗六升(約24キロ)にしたとされる。この兵糧を下ろした土地（鳥取県西伯郡大山町豊成陣構）は一斗六升と呼ばれるようになった。
  - また大山町内には一斗六升岩と呼ばれる大岩も上記とは別の場所に存在する。